# Achilléas Papadimitríou
Achilléas Papadimitríou (grec moderne : Αχιλλέας Παπαδημητρίου) est un joueur grec de volley-ball né le 18 août 1980 à Amaliáda. Il mesure 1,85 m et joue libéro.
Il a connu 131 sélections en Équipe de Grèce de volley-ball.

## Clubs
| Club                | De        | À         |
| ------------------- | --------- | --------- |
| Réthymnon           | 2000-2001 | 2001-2002 |
| Pagrati             | 2002-2003 | 2005-2006 |
| Panellinios         | 2006-2007 | 2006-2007 |
| Olympiakós Le Pirée | 2007-2008 | 2008-2009 |
| Panathinaikós       | 2009-2010 | 2010-2011 |
| Beauvais OUC        | 2011      | 2014…     |

## Distinctions individuelles
- Champion 2009 (ProA, Grèce)
- Coupe de Grèce (2009, 2010)
- Meilleur réceptionneur du championnat grec 2006-2007
- Meilleur libéro du championnat grec 2008/2009
- Membre de la meilleure équipe de la saison du championnat grec 2009/2010